# 李大章
李大章（1900年—1976年5月3日），男，四川合江人，中华人民共和国政治人物，中国共产党领导人。

## 生平
早年毕业于合江中学。1920年赴法國勤工俭学，次年加入旅欧中国少年共产党（后改称中国社会主义青年团旅欧支部），1924年转为中国共产党党员，任共青团旅欧支部秘书长。次年，「五卅惨案」的消息传到法国，留法学生举行集会抗议，李大章等遭警察拘捕後被驱逐出境。離開法國後即赴蘇聯莫斯科东方大学学习，任中国共青团旅莫斯科支部宣传委员。
1926年底回国，在西北军宋哲元部做政治工作；次年离职任共青团陕西省委宣传部长。1932年底任青岛临时市委书记。1935年5月任河北省委宣传部部长，6月任北方局委员、宣传部部长，北方局天津工作组负责人。抗日戰爭時期，於1938年初任劉少奇秘書，1939年初任北方局宣传部部长，1942年9月任太行分局副书记兼宣传部部长。国共内战时期，任晋冀鲁豫中央局委员，於1945年12月任牡丹江地委书记，1946年6月任合江军区第一（牡丹江）军分区政委。之后又歷任东北局民运部副部长、城工部副部长、宣传部副部长、宣传部代部长。
中華人民共和國成立后，於1949年12月任川南区委书记、军区政委，1950年2月兼行署主任，3月兼区委统战部部长。1950年6月至1954年11月任西南军政委员会委员、西南行政委员会委员。学记。1955年1月至1967年1月任四川省省长。1956年7月至1967年1月任四川省委书记处书记。1960年10月至1966年11月任西南局书记处书记。1964年11月至1965年4月兼任貴州省委代第一书记。1968年5月至1975年10月任四川省革委会副主任。1969年12月至1971年8月任省革委会党的核心小组副组长。1971年8月至1975年10月任四川省委书记，11月兼成都军区第二政委。1975年8月任军区党委第三书记。1975年11月任中共中央统战部部长。
1976年5月3日在北京病逝，享年76歲。